# بيتر روبرتس (لاعب اتحاد الرغبي)
بيتر روبرتس (بالإنجليزية: Angus Roberts)‏ هو لاعب اتحاد الرغبي أسترالي، ولد في 17 ديسمبر 1990 في نيوساوث ويلز في أستراليا.